# Orimarga (Orimarga) melampodia
Orimarga (Orimarga) melampodia is een tweevleugelige uit de familie steltmuggen (Limoniidae). De soort komt voor in het Neotropisch gebied.